# Fingerhutsmühle Menden

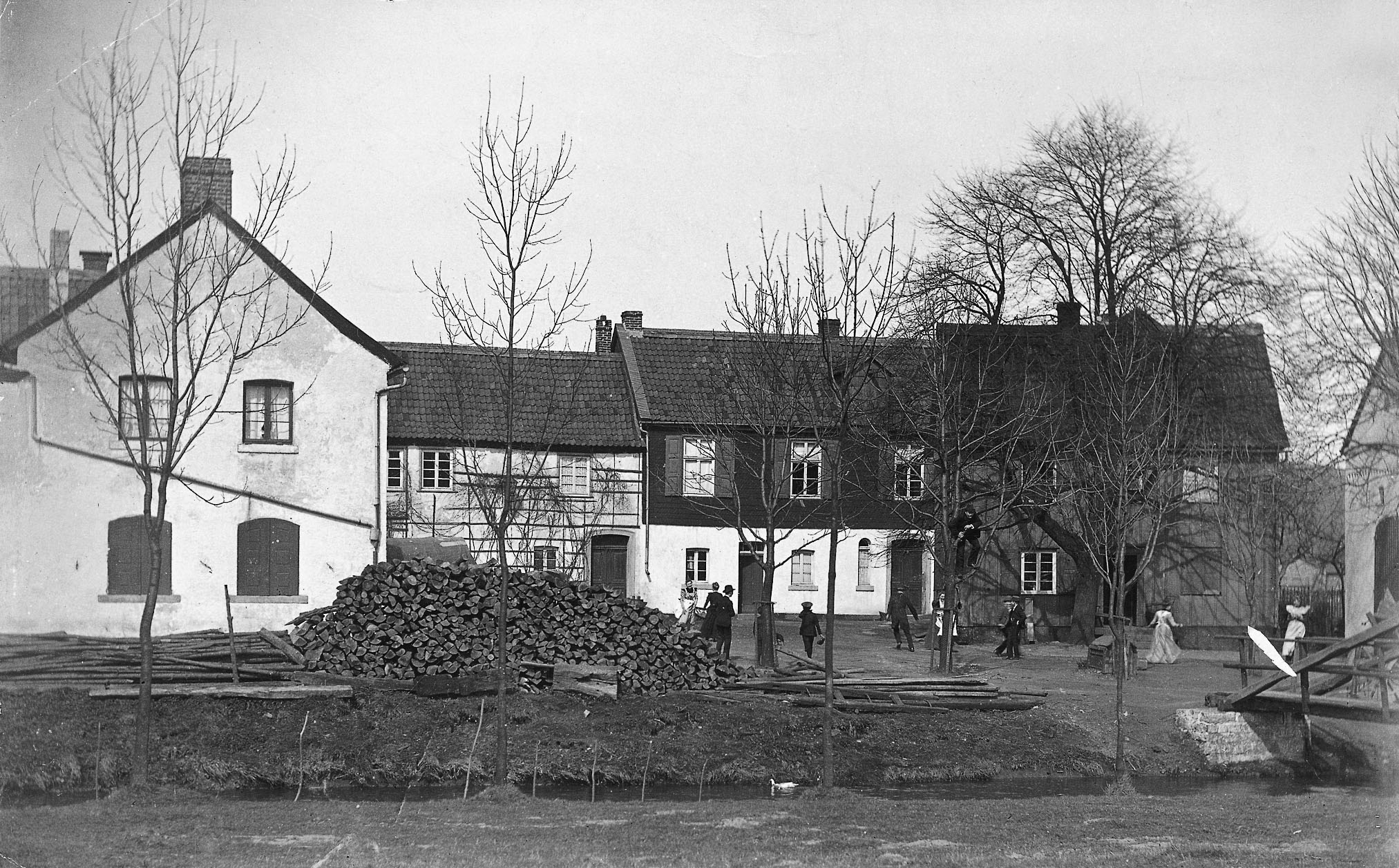
Die Fingerhutsmühle in Menden um 1900

Die Fingerhutsmühle im Süden von Menden ist seit 1800 in den Mendener Annalen verzeichnet. Sie lag an der Oese, kurz bevor diese in die Hönne mündet, unterhalb der seit etwa 1600 bekannten Walkenmühle der Tuchmacher. An der Hönne schlossen sich Richtung Norden weitere Mühlen an: eine Kettenschmiede seit 1843, die Lohmühle seit 1750, eine Öl- und Kornmühle seit 1600, eine Schneidemühle seit 1600 (ab 1826 die Lumpenschneider-Mühle), die Pulvermühle ab 1600, die Schmöla-Mühle ab 1834, am zufließenden Wannebach die Sägemühle Schumacher ab 1833. Die Gewässer lieferten die Antriebsenergie.
Ursprünglich produzierte die Fingerhutsmühle Eisendraht der verschiedensten Sorten. In den 1850er Jahren wurde das Programm um Stifte, Haken, Ösen und verschiedene andere Drahtwaren erweitert; und um Fingerhüte – worauf die Fingerhutsmühle ihren Namen bekam. 1859 verkaufte die Firma von der Becke die Mühle für 20.000 Taler (etwa den hundertfünfzigfachen Jahreslohn eines Drahtziehers) an Peter Wilhelm Trurnit aus einer alten Altenaer Drahtzieherfamilie, der dann in einem Anbau in einem modernen Feinzug auch dünnere bis allerfeinste Drähte herstellen ließ. Zum Programm gehörten etwa Krinolinfedern zur Versteifung der modischen Reifröcke. Zwischen 1859 und 1864 konnte die Mühle den Ausstoß von 1500 auf 15.000 Zentner Draht erhöhen. Die Belegschaft wuchs von 24 auf 42 Arbeiter. Das Geld für die Löhne holte später, als die Söhne Wilhelm und Hermann Trurnit übernommen hatten, jeweils eines der 14 Trurnit-Kinder in 20-Mark-Stücken beim Bankier Nathan Rothschild ab.
Kurz vor der Einmündung der Oese in die Hönne baute die Firma eine weitere Fabrik, die Grobrolle. Die Energie lieferten eine 30-PS-Dampfmaschine und drei Wasserräder (Oese und Hönne führten um diese Zeit erheblich mehr Wasser als heute).
Nach dem Anschluss Mendens an das Eisenbahnnetz 1872 blühte der Export auf – nach Südamerika, Afrika, dem Balkan und Kleinasien. In den 1890er Jahren wurden eiserne und stählerne Sprungfedern in das Erzeugungsprogramm aufgenommen. Sie gingen nach Belgien, Holland, Skandinavien und in die Levante (Länder des östlichen Mittelmeers). Als Anfang des 20. Jahrhunderts neue große Drahtwerke in Schwerte und Hamm gegründet wurden und die Konkurrenz aus England zunahm, konnte die Fingerhutsmühle auf die Dauer nicht mehr mithalten und musste schließlich 1905 die Produktion einstellen. Die Nachfolger Ostermann & Flüß AG stellten die Produktion 1922 auf Herde um. Der Straßenname An der Fingerhutsmühle erinnert an das frühere Unternehmen.